# Raimund Neseni
Raimund Wilhelm Neseni (* 19. April 1888 in Böhmisch Kamnitz, Bezirk Tetschen, Österreich-Ungarn; † 23. Dezember 1970 in Rostock, DDR) war ein sudetendeutscher Tierarzt und Hochschullehrer.

## Leben und Wirken
Neseni promovierte 1913 an der Universität Wien mit der Dissertation „Ueber Glukuronsäuren im Rinderharn“. Danach wurde er Cheftierarzt des K. u. K. Feldkanonenregimentes Nr. 34 in Wien.
Von 1920 bis 1942 war er als Stadttierarzt und Schlachthofdirektor in seiner Geburtsstadt Böhmisch Kamnitz, wo er 1938 die Sudetenkrise und die nachfolgende Bildung des Reichsgaus Sudetenland erlebte. Bereits 1932 hatte er einen Lehrauftrag an der Deutschen Hochschule in Prag erhalten. 1942 wurde er zum ordentlichen Professor an der Landwirtschaftlichen Hochschule Tetschen-Liebwerd ernannt. Nach der Vertreibung aus der Tschechoslowakei 1946 ging er zunächst als niedergelassener Tierarzt nach Bützow und 1948 nach Rostock. Von 1952 bis zu seiner Emeritierung 1955 war er Professor am Lehrstuhl für Anatomie und Physiologie der Haustiere an der Universität Rostock.

## Schriften (Auswahl)
- Ueber Glukuronsäuren im Rinderharn. Wien 1913.
- mit Ulrich Freimuth: Die Veränderung der Ziegenmilch im Verlaufe der Laktation. Nürnberg 1952.
- mit Hermann Fiedler: Euter, Milchbildung und Milchhergabe. Berlin 1963.
- Mineralni, aktivni i čuždi veščestva v mljakoto. Sofia 1965.